# George Beto Unit
George Beto Unit är ett delstatligt fängelse för manliga intagna och är belägen i Tennessee Colony, Texas i USA, en stad i småstadsområdet för Palestine. Fängelset förvarar intagna som är klassificerade för säkerhetsnivåerna öppen anstalt (G1), låg (G2), medel (G3) och hög (G4). Beto Unit har en kapacitet på att förvara 3 150 intagna, den har dock plats för ytterligare 321 platser i ett arbetsläger.
Fängelset invigdes i juni 1980 som Beto Unit medan två år senare fick den namnet Beto I Unit när fängelset Beto II Unit uppfördes i staden. År 1995 namnändrades det officiella namnet till det nuvarande. George Beto var bland annat chef för det delstatliga kriminalvårdsmyndigheten Texas Department of Criminal Justice.
Personer som är alternativt varit intagna på Beto Unit är bland andra Lawrence Brewer och John King.

## Joe F. Gurney Transfer Facility
Joe F. Gurney Transfer Facility alternativt Gurney Unit ligger precis norr om Beto Unit och är en mottagningsanläggning för dömda personer som ska bedömas och placeras inom Texas fängelsesystem. Den har en kapacitet på att förvara 2 128 intagna.